# 4632 Udagawa
4632 Udagawa (1987 YB) је астероид главног астероидног појаса чија средња удаљеност од Сунца износи 2,205 астрономских јединица (АЈ).
Апсолутна магнитуда астероида је 13,7.